# Sarin Hayeedoloh
Sarin Hayeedoloh (thailändisch ซารินร์ หะยีดอเลาะ, * 4. Oktober 2000) ist ein thailändischer Fußballspieler.

## Karriere
Sarin Hayeedoloh stand 2019 beim Amateurligisten Northern Tak United FC in Tak unter Vertrag. 2020 wechselte er zum Drittligisten Nara United FC. Mit dem Klub aus Nara spielte er in der Southern Region der Liga. 2021 nahm ihn der Ranong United FC unter Vertrag. Der Verein aus Ranong spielte in der zweiten thailändischen Liga, der Thai League 2. Sein Zweitligadebüt gab Sarin Hayeedoloh am 11. September 2021 (2. Spieltag) im Auswärtsspiel gegen den Kasetsart FC. Hier wurde er in der 65. Minute für Chanchon Jomkao eingewechselt. Kasetsart gewann das Spiel durch ein Tor von Sarawut Thorarit mit 1:0. Als Tabellenvorletzter musste er mit dem Verein am Ende der Saison 2022/23 in die dritte Liga absteigen. Nach dem Abstieg verließ er den Verein und schloss sich im Sommer 2023 dem in der Southern Region spielenden Drittligisten Pattani FC an. Für den Verein aus Pattani bestritt er in der Hinrunde ein Ligaspiel. Nach der Hinrunde wechselte er zum ebenfalls in der Southern Region spielenden Muangtrang United FC. Für den Verein aus Trang bestritt er zehn Ligaspiele. Der Ligakonkurrent FC Yala nahm ihn im Sommer 2024 unter Vertrag.